# Syrtis Major Planum
Syrtis Major Planum es una «mancha negra» (una característica de albedo) del planeta Marte, la mancha más característica en su superficie. Consiste en una meseta, con lo cual también recibe el nombre de Syrtis Major Planum, si bien antes se pensó que era una llanura. El color oscuro se debe al basalto volcánico y a la relativa ausencia de polvo.
Syrtis Major se encuentra centrada en torno a las coordenadas 8,4 N, 69,5 E; se extiende unos 1.500 km al norte desde el ecuador del planeta, y se expande 1000 km de oeste a este. Rodea un gran pendiente desde su extremo occidental en Aeria (Marte), descendiendo 4 km hasta su extremo oriental en Isidis Planitia. Incluye una alta protuberancia que se eleva 6 km, a 310° W.
Se trata de un volcán en escudo de aproximadamente 1.000.000 km cuadrados, en su cima hay un sistema de calderas diferenciadas; NILI PATERA con forma de herradura y MEROE PATERA ambas de unos 50 km de diámetro. En el interior de Nili Patera se encuentra un cono con minerales alterados por el agua, un sistema hidrotermal similar a YellowStone. Además, sobre esta región se han medido altas concentraciones de metano; actualmente se discute sobre su posible origen, ya sea volcánico o biológico.

## Descubrimiento y nombre
Fue el primer accidente geográfico de la superficie de otro planeta en documentarse. Lo descubrió Christiaan Huygens, que lo incluyó en un dibujo del planeta en 1659. Huygens utilizó esta marca geográfica del planeta para hacer una estimación de la duración del día marciano. 
Tuvo diferentes nombres hasta que Schiaparelli eligió Syrtis Major en su mapa de Marte basado en las observaciones de 1877.